# Kolozsvári glosszák
A Kolozsvári glosszák egy a 16. században (1577 körül) készült nyelvemlék, amelyet egy 1518-ban kiadott latin–német szótárba utólag írtak be.
A töredékek között megtalálható a borágó (Borago officinalis) régies magyar neve, az ökörnyelvűfű, illetve az ebszőlő (Solanum dulcamara) is. Itt fordulnak elő első ízben a palacsinta és szélmalom szavak is.